# NGC 6950
NGC 6950 — группа звёзд в созвездии Дельфин.
Этот объект входит в число перечисленных в оригинальной редакции «Нового общего каталога».